# Puente de Segura

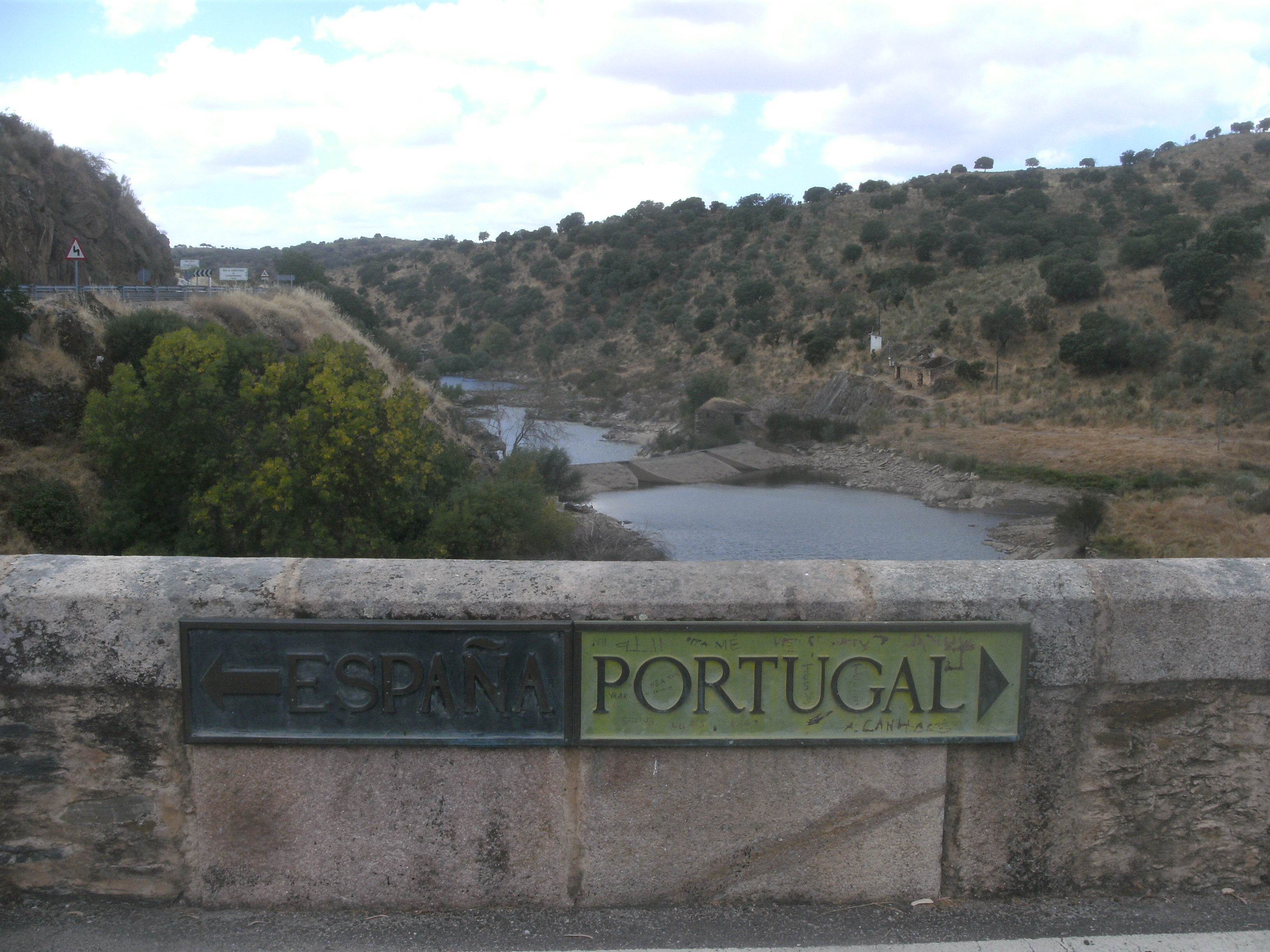
Grenzmarkierung (E/P) auf der Puente de Segura

Die römische Brücke von Segura (spanisch: Puente de Segura, portugiesisch: Ponte de Segura) quert den Grenzfluss Río Erjas beim portugiesischen Ort Segura an der Grenze zu Spanien.

## Geschichte
Die Brücke wird ins frühe 2. Jahrhundert n. Chr., also in die Zeit des Kaisers Trajan, datiert; die römische Provinz Lusitania wurde seinerzeit mit mehreren Brücken ausgestattet, darunter auch die nur ca. 15 km (Fahrtstrecke) südöstlich gelegene Alcántara-Brücke. Obwohl sie mehrfach restauriert wurde und nur die beiden seitlichen Bögen noch original erhalten sind, dürfte das heutige Erscheinungsbild dem ursprünglichen Zustand recht nahe kommen.

## Zweck
Der genaue Zweck der Brücke ist unklar. Es könnte sich um eine Verbindung zwischen den Römerstädten Emerita Augusta (heute Mérida) bzw. Norba Caesarina (heute Cáceres) und Egitania (heute Idanha-a-Velha) und weiter über Viseu nach Bracara Augusta (heute Braga) gehandelt haben.

## Architektur
Die ca. 41 m lange und 6 m breite Puente de Segura ist eine auf Felsgestein gegründete fünfbogige Steinbogenbrücke ohne Mittenerhöhung; der mittlere Bogen hat eine Höhe von ca. 15 m und eine Breite von ca. 10,50 m, die äußeren Bögen sind jeweils etwa 3 m kürzer. Es ist anzunehmen, dass die ca. 0,60 m hohe seitliche Brüstungsmauer ursprünglich nicht vorhanden war und somit eine Zutat aus späterer Zeit ist.

## Sonstiges
An zweien der Brückensteine sind noch Reste von kleinen Figuren zu erkennen.